# 둔내종합체육공원
둔내종합체육공원(屯內綜合體育公園, Dunnae Sports Park)은 대한민국 강원특별자치도 횡성군에 있는 스포츠 시설이다. 인조잔디 필드와 우레탄 필드가 갖춰진 경기장이며, 2013년 5월에 준공되었다.

## 참고 문헌
- “둔내종합체육공원”. 횡성군청.
- 《2019년 전국 공공체육시설 현황 (2018년말 기준)》. 대한민국 문화체육관광부. 2020.
- 《2023 전국 공공체육시설 현황 (2022년 12월말 기준)》. 대한민국 문화체육관광부. 2024.